# Кершнер, Нелсон Луис
Не́лсон Луи́с Кершнер (порт.-браз. Nélson Luís Kerchner; род. 31 декабря 1962, Сан-Паулу), более известный под именем Нелсиньо (порт.-браз. Nelsinho) — бразильский футболист, левый защитник.

## Карьера
Нелсиньо начал карьеру в клубе «Сан-Паулу», где дебютировал 12 декабря 1979 года во встрече с «Марилией» (2:1). После ухода из команды Мариньо Шагаса, футболист стал играть в стартовом составе команды, выходя на поле на позиции левого защитника. В 1981 году он помог команды выиграть титул чемпион штата Сан-Паулу, это же достижение игрок повторил в 1985 году. В следующем сезоне «Сан-Паулу» выиграл чемпионат Бразилии. При этом в финальном матче против «Гуарани» Нелсиньо забил гол в свои ворота уже на второй минуте встречи, что не помешало победе его команде в серии пенальти. А ещё через год «Сан-Паулу» ещё раз выиграл титул чемпион штата. Эти достижения были основаны на сильной обороне команды, состоящей из двух центральных защитников Оскара и Дарио Перейры, голкипера Жилмара Риналди и левого игрока обороны Нелсиньо. 
В 1990 году Нелсиньо, на правах аренды, перешёл во «Фламенго». Этот трансфер был частью сделки по переходу в стан «Сан-Паулу» Леонардо. 6 августа он дебютировал в составе команды в матче Кубка Sharp против «Реал-Сосьедада» (7:0). 29 августа футболист сыграл в первом официальном матче за клуб против «Баии» (0:1). Всего за клуб защитник провёл 13 матчей, последним из которых стала встреча с его командой, «Сан-Паулу» (0:1). А сам игрок по ходу встречи был заменён на Жуниора Байано из-за перелома ноги, полученного в столкновении с Антонио Карлосом. В 1991 году Нелсиньо возвратился в «Сан-Паулу», с которым выиграл ещё один чемпионат штата и чемпионат Бразилии. На следующий год защитник потерял место в основном составе. Причиной этого стало удаление на 76 минуте матча с «Гоясом» (1:1). Эта встреча стала последней для футболиста в футболке «Триколор». Всего за клуб Нелсиньо провёл 512 матчей и забил 9 голов, по другим данным 447 матчей и 4 гола. 
После этого Нелсиньо перешёл в состав «Коринтианса». 10 июня он дебютировал в основном составе команды в матче с «Палмериньей» (0:1). Там он играл всего один сезон, проведя 32 матча и забив 3 гола, по другим данным 31 матч и забил 5 голов. В 1993 году Нелсиньо стал игроком японского клуба «Касива Рейсол». За клуб он провёл 86 матчей и 16 голов в чемпионате страны и 7 матчей в Кубке Японии. В 1995 году футболист завершил карьеру. 
Завершив игровую карьеру, Нелсиньо открыл несколько футбольных школ в Сан-Паулу. В 2004 году он работал главным тренером клуба «Интернасьонал Лимейра». Также он руководил школой клубов «Коринтианс» и «Жувентус» в 2009 году. В феврале 2014 года Нелсиньо стал работать главным тренером клуба «Униан». В феврале 2015 года он возглавил «Гуарульюсу».

## Статистика

### Клубная
| Сезон | Клуб          | Чемпионат | Чемпионат | Кубок | Кубок | Международ. | Международ. | Чемпионат штата | Чемпионат штата | Прочие | Прочие |
| Сезон | Клуб          | Игры      | Голы      | Игры  | Голы  | Игры        | Голы        | Игры            | Голы            | Игры   | Голы   |
| ----- | ------------- | --------- | --------- | ----- | ----- | ----------- | ----------- | --------------- | --------------- | ------ | ------ |
| 1979  | Сан-Паулу     | 0         | 0         | —     | —     | —           | —           | 1               | 0               | 0      | 0      |
| 1980  | Сан-Паулу     | 0         | 0         | —     | —     | —           | —           | 0               | 0               | 0      | 0      |
| 1981  | Сан-Паулу     | 9         | 0         | —     | —     | —           | —           | 3               | 0               | 0      | 0      |
| 1982  | Сан-Паулу     | 3         | 0         | —     | —     | 3           | 0           | 15              | 0               | 16     | 0      |
| 1983  | Сан-Паулу     | 22        | 0         | —     | —     | —           | —           | 35              | 1               | 0      | 0      |
| 1984  | Сан-Паулу     | 13        | 0         | —     | —     | —           | —           | 31              | 0               | 15     | 1      |
| 1985  | Сан-Паулу     | 19        | 0         | —     | —     | —           | —           | 40              | 0               | 7      | 1      |
| 1986  | Сан-Паулу     | 27        | 1         | —     | —     | —           | —           | 34              | 0               | 1      | 1      |
| 1987  | Сан-Паулу     | 11        | 0         | —     | —     | 3           | 0           | 13              | 0               | 9      | 0      |
| 1988  | Сан-Паулу     | 13        | 0         | —     | —     | —           | —           | 20              | 0               | 3      | 0      |
| 1989  | Сан-Паулу     | 17        | 0         | 0     | 0     | —           | —           | 20              | 0               | 4      | 1      |
| 1990  | Сан-Паулу     | 0         | 0         | 0     | 0     | —           | —           | 26              | 2               | 0      | 0      |
| 1990  | Фламенго      | 7         | 0         | 1     | 0     | —           | —           | 0               | 0               | 5      | 0      |
| 1991  | Сан-Паулу     | 0         | 0         | 0     | 0     | —           | —           | 26              | 0               | 0      | 0      |
| 1992  | Сан-Паулу     | 11        | 0         | 0     | 0     | 5           | 0           | 0               | 0               | 0      | 0      |
| 1992  | Коринтианс    | 0         | 0         | 4     | 0     | —           | —           | 25              | 5               | 0      | 0      |
| 1993  | Касива Рейсол | 16        | 0         | 6     | 0     | —           | —           | —               | —               | —      | —      |
| 1994  | Касива Рейсол | 29        | 8         | 1     | 0     | —           | —           | —               | —               | —      | —      |
| 1995  | Касива Рейсол | 41        | 6         | 0     | 0     | —           | —           | —               | —               | —      | —      |

### Международная
| Матчи Нелсиньо за сборную Бразилии | Матчи Нелсиньо за сборную Бразилии | Матчи Нелсиньо за сборную Бразилии | Матчи Нелсиньо за сборную Бразилии | Матчи Нелсиньо за сборную Бразилии | Матчи Нелсиньо за сборную Бразилии | Матчи Нелсиньо за сборную Бразилии   |
| ---------------------------------- | ---------------------------------- | ---------------------------------- | ---------------------------------- | ---------------------------------- | ---------------------------------- | ------------------------------------ |
| №                                  | Дата                               | Место проведения                   | Оппонент                           | Счёт                               | Голы                               | Турнир                               |
| 1                                  | 19 мая 1987                        | Лондон                             | Англия                             | 1:1                                | —                                  | Кубок Роуза                          |
| 2                                  | 23 мая 1987                        | Дублин                             | Ирландия                           | 0:1                                | —                                  | Товарищеский матч                    |
| 3                                  | 26 мая 1987                        | Глазго                             | Шотландия                          | 2:0                                | —                                  | Кубок Роуза                          |
| 4                                  | 28 мая 1987                        | Хельсинки                          | Финляндия                          | 3:2                                | —                                  | Товарищеский матч                    |
| 5                                  | 1 июня 1987                        | Тель-Авив                          | Израиль                            | 4:0                                | —                                  | Товарищеский матч                    |
| 6                                  | 21 июня 1987                       | Флорианополис                      | Эквадор                            | 4:1                                | —                                  | Товарищеский матч                    |
| 7                                  | 24 июня 1987                       | Порту-Алегри                       | Парагвай                           | 1:0                                | —                                  | Товарищеский матч                    |
| 8                                  | 28 июня 1987                       | Кордова                            | Венесуэла                          | 5:0                                | 1                                  | Кубок Америки                        |
| 9                                  | 3 июля 1987                        | Кордова                            | Чили                               | 0:4                                | —                                  | Кубок Америки                        |
| 10                                 | 9 декабря 1987                     | Уберландия                         | Чили                               | 2:1                                | —                                  | Товарищеский матч                    |
| 11                                 | 12 декабря 1987                    | Бразилиа                           | ФРГ                                | 1:1                                | —                                  | Товарищеский матч                    |
| 12                                 | 7 июля 1988                        | Мельбурн                           | Австралия                          | 1:0                                | —                                  | Золотой кубок двухсотлетия Австралии |
| 13                                 | 17 июля 1988                       | Сидней                             | Австралия                          | 2:0                                | —                                  | Золотой кубок двухсотлетия Австралии |
| 14                                 | 28 декабря 1988                    | Осло                               | Норвегия                           | 1:1                                | —                                  | Товарищеский матч                    |
| 15                                 | 31 декабря 1988                    | Сольна                             | Швеция                             | 1:1                                | —                                  | Товарищеский матч                    |
| 16                                 | 3 августа 1988                     | Вена                               | Австрия                            | 2:0                                | —                                  | Товарищеский матч                    |
| 17                                 | 24 мая 1989                        | Лима                               | Перу                               | 1:1                                | —                                  | Товарищеский матч                    |
| 18                                 | 12 сентября 1990                   | Хихон                              | Испания                            | 0:3                                | —                                  | Товарищеский матч                    |

## Достижения

### Командные
- Чемпион штата Сан-Паулу: 1981, 1985, 1987, 1989, 1991
- Чемпион Бразилии: 1986, 1991
- Обладатель Кубка Либертадорес: 1992

### Личные
- Обладатель Серебряного мяча Бразилии: 1986